# Hennie Top
Hendrikje "Henny" Top (nascida em 23 de agosto de 1956) é uma ex-ciclista holandesa. Competiu na prova de estrada (individual) nos Jogos Olímpicos de Los Angeles 1984, terminando na 37ª posição. Durante a década de 1990, Top foi a treinadora da equipe de ciclismo feminino dos Estados Unidos.

## Palmarès
1979
2º do Campeonato dos Países Baixos de Ciclismo em Estrada
1980
1º do Campeonato dos Países Baixos de Ciclismo em Estrada
1981
1º do Campeonato dos Países Baixos de Ciclismo em Estrada
1982
1º do Campeonato dos Países Baixos de Ciclismo em Estrada
1984
3º do Campeonato dos Países Baixos de Ciclismo em Estrada
1985
Vencedora da 1ª etapa da Grande Boucle Féminine International
3º da 4ª etapa da Grande Boucle Féminine International
Vencedora da 16ª etapa da Grande Boucle Féminine International